# Siodło pod Rudawcem
Siodło pod Rudawcem – przełęcz na wysokości 1028 m n.p.m. w południowo-zachodniej Polsce w Górach Bialskich w Sudetach Wschodnich.

## Położenie
Przełęcz, położona na granicy polsko-czeskiej, w południowo-wschodniej części Gór Bialskich w Sudetach Wschodnich, około (3,3) km, na południowy zachód od wioski Bielice.

## Charakterystyka
Jest to mało znacząca przełęcz górska na obszarze Śnieżnickiego Parku Krajobrazowego w grzbiecie odchodzącym na południowy zachód od Rudawca. Przełęcz stanowi wyraźne, szerokie siodło wcinające się w podłoże z skał metamorficznych, łupków łyszczykowych i gnejsów gierałtowskich, między wzniesienia Rude Krzyże po południowo-zachodniej stronie i Rudawiec po północno-wschodniej stronie,. Przełęcz charakteryzuje się obszerną  powierzchnią oraz łagodnymi symetrycznymi zboczami i stromymi podejściami schodzącymi w kierunku dolin górskich potoków. Najbliższe otoczenie przełęczy zajmuje niewielka słabo zalesiona polana porośnięta borówką brusznicą i borówką czarną. W obrębie przełęczy rosną skarłowaciałe resztki  lasu świerkowego. Niższe partie przełęczy porasta w większości naturalny las świerkowy regla dolnego z niewielką domieszką drzew liściastych a w partiach szczytowych regla górnego. Okoliczne wzniesienie oraz teren przełęczy pod koniec XX wieku dotknęły zniszczenia wywołane katastrofą ekologiczną w Sudetach.

## Turystyka
Przez przełęcz prowadzi szlak turystyczny:
- – zielony szlak z Bielic przez przełęcz Płoszczynę na Śnieżnik, w większości prowadzący granicą polsko-czeską.
- Przełęcz nie jest oznakowana
- Przełęcz położona jest na zalesionym terenie i nie stanowi punktu widokowego.